# Fjällig honungsvisare
Fjällig honungsvisare (Indicator variegatus) är en fågel i familjen honungsvisare inom ordningen hackspettartade fåglar.

## Utbredning och systematik
Fågeln förekommer på savann, vid strandkanter och i skogar i östra och södra Afrika. Den behandlas som monotypisk, det vill säga att den inte delas in i några underarter.

## Status
IUCN kategoriserar arten som livskraftig.

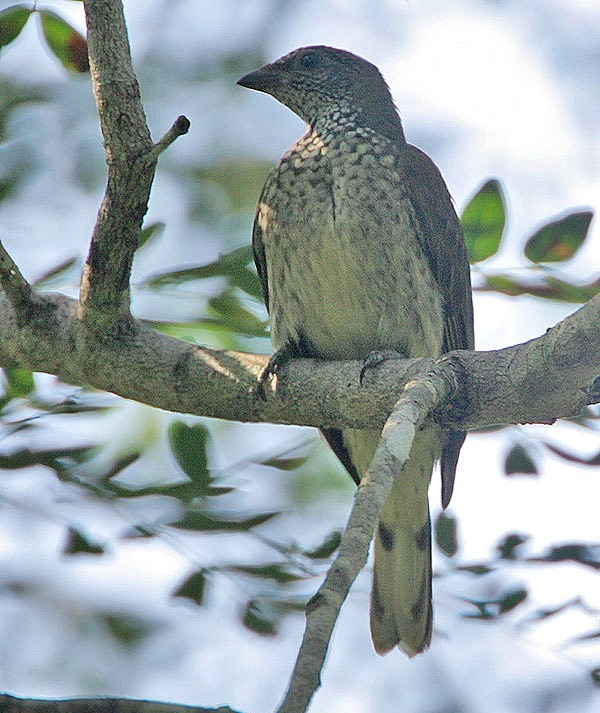